# Ороли
Ороли (итал. Orroli) је насеље у Италији у округу Каљари, региону Сардинија.
Према процени из 2011. у насељу је живело 2392 становника. Насеље се налази на надморској висини од 528 м.

## Становништво
Према резултатима пописа становништва 2011. у општини је живело 2.397 становника.
| 1931. | 1936. | 1951. | 1961. | 1971. | 1981. | 1991. | 2001. | 2011. |
| ----- | ----- | ----- | ----- | ----- | ----- | ----- | ----- | ----- |
| 2.425 | 2.620 | 3.243 | 3.606 | 3.125 | 3.334 | 3.084 | 2.752 | 2.397 |